# Proun
Proun is een computerspel dat werd ontwikkeld door Joost van Dongen. Het spel werd in 2011 uitgebracht voor Windows. In 2015 verscheen de opvolger, Proun+, voor iOS en de Nintendo 3DS.

## Gameplay
Proun is een racespel waarbij de speler een bal bestuurt die over een kabel rolt. De verschillende levels zitten vol met geometrische objecten die de speler moet vermijden door rond de kabel te draaien. Het doel is om zo snel mogelijk het einde te bereiken. Bij het raken van een obstakel gaat de snelheid naar beneden.
Proun heeft drie speltypen: de enkele race, tijdrit en kampioenschap. In een enkele race racet de speler tegen computer-tegenstanders, terwijl hij in de tijdrit rechtstreeks concurreert tegen zijn eigen beste tijd. In de kampioenschapsmodus moet de speler een bepaald aantal punten verdienen door alle levels in volgorde te doorlopen. Bij het winnen van het kampioenschap kan de speler moeilijkere kampioenschappen ontgrendelen die op hogere snelheden worden gespeeld. Het spel beschikt ook over een multiplayer modus met gesplitst scherm waarbij maximaal vier spelers op één pc kunnen spelen.
De speler draait rond een kronkelende cilinder en ontwijkt objecten, terwijl hij steeds sneller gaat. De cirkels en kubussen vormen samen abstracte landschappen die doen denken aan Russische avant-gardisten als Kandinsky en El Lissitzky. De titel Proun verwijst naar een reeks Lissitzky-doeken. Het Eindhovense Van Abbemuseum nam de game op in de expositie 'Overwinning op de zon'.

## Ontvangst
In 2011 werd de game genomineerd voor vier Dutch Game Awards. Het spel won in de categorie 'Best Original Game Design', en werd genomineerd in de categorieën Best Visual Design, Best Original Game Design, Best Audio Design.